# 一井加壽美
一井 加壽美（8月19日—）是日本漫畫家，女性。愛知縣出身。
代表作有《反正你也逃不掉》。 

## 作品
- 偷情遊戲、全1冊、原名
- 我要你更愛我、全1冊、原名
- 雪的夢中情人、全1冊、原名
- 原名
- 原名
- 當愛情遇上工作、原名
- 反正你也逃不掉、全10冊、原名

原作：片山恭一
- 在世界的中心呼喊愛情、全1冊、原名

## 外部連結
- （日語）